# Macroglossum saga
Macroglossum saga är en fjärilsart som beskrevs av Butler 1878. Macroglossum saga ingår i släktet Macroglossum och familjen svärmare. Inga underarter finns listade i Catalogue of Life.

## Bildgalleri

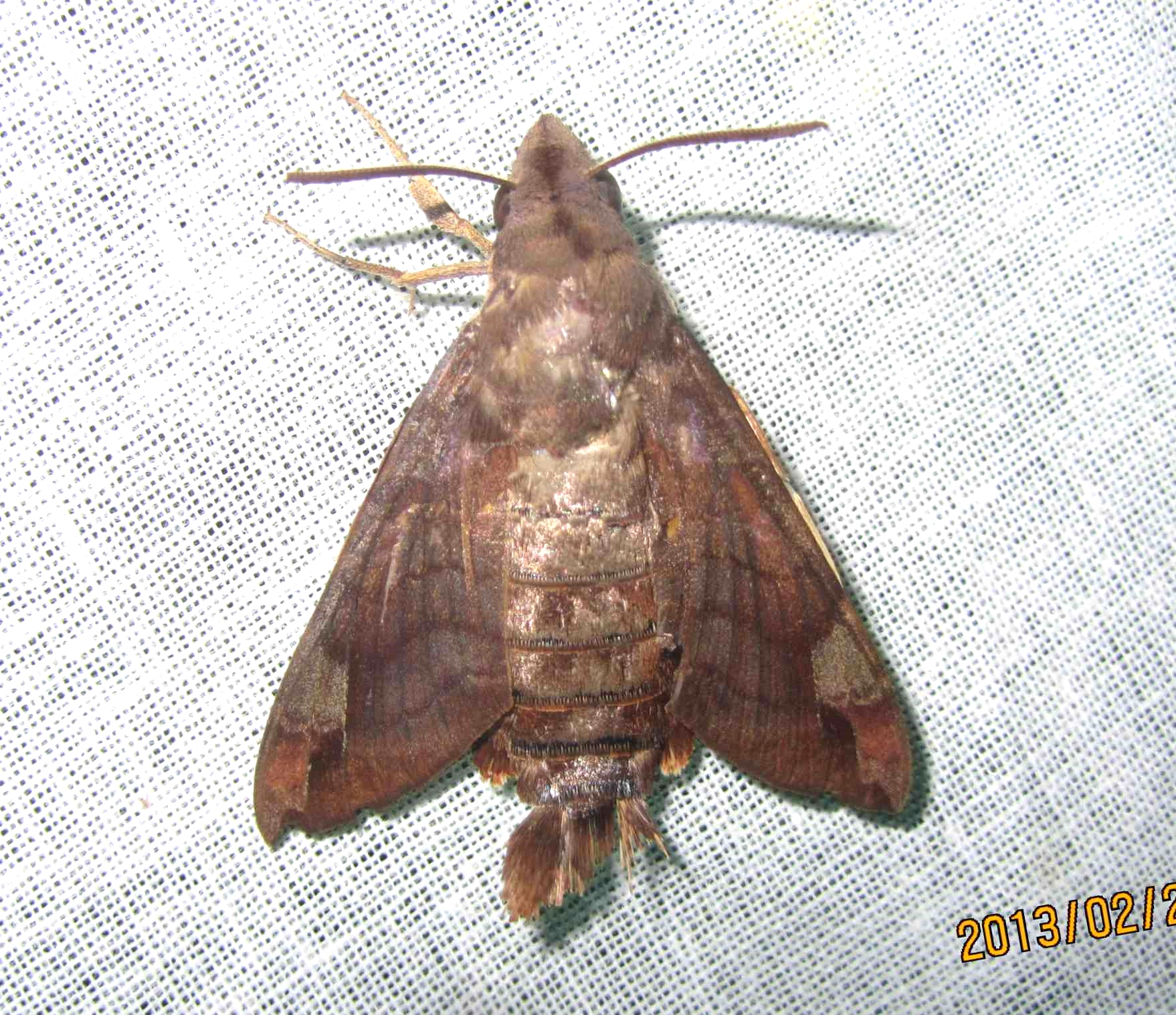